# (19127) Olegefremov
(19127) Olegefremov (1987 QH10) – planetoida z grupy przecinających orbitę Marsa okrążająca Słońce w ciągu 3 lat i 71 dni w średniej odległości 2,17 j.a. Została odkryta 26 sierpnia 1987 roku.